# Blattsteiger
Als Blattsteiger (Phyllobates; von altgriechisch φύλλον phýllon, deutsch ‚Blatt, Laub‘ und βάτης bátēs, deutsch ‚Bespringer‘) wird eine Gattung von Froschlurchen aus der Familie der Baumsteigerfrösche (Dendrobatidae) bezeichnet, welche wegen der Verwendung ihrer Hautgifte durch Indianer auch Pfeilgiftfrösche heißen. Es werden fünf Arten zur Gattung Phyllobates gezählt, die im mittel- und südamerikanischen Regenwald zwischen Nicaragua und Kolumbien vorkommen.
Aus den von der Menge her harmlosen Alkaloiden einiger ihrer Beutetiere sequestrieren die Tiere das Gift Batrachotoxin, das eines der stärksten bekannten Gifte ist, und je nach Art noch andere Gifte. In Gefangenschaft verlieren die Tiere ihre Giftigkeit, da ihnen ihr natürliches Futter nicht zur Verfügung steht. Die Giftmenge von Phyllobates terribilis soll ausreichen, um zehn erwachsene Menschen zu töten.

## Arten
Die Gattung der Blattsteiger umfasst fünf Arten:
 Stand: 24. Oktober 2017
- Phyllobates aurotaenia (Boulenger, 1913) – Goldstreifen-Blattsteiger
- Phyllobates bicolor Duméril & Bibron, 1841 – Zweifarbiger Blattsteiger
- Phyllobates lugubris (Schmidt, 1857) – Düsterer Blattsteiger
- Phyllobates terribilis Myers, Daly & Malkin, 1978 – Schrecklicher Blattsteiger
- Phyllobates vittatus (Cope, 1893) – Gestreifter Blattsteiger